# Messor aphaenogasteroides
Messor aphaenogasteroides är en myrart som beskrevs av Bohdan Pisarski 1967. Messor aphaenogasteroides ingår i släktet Messor och familjen myror. Inga underarter finns listade i Catalogue of Life.